# Campionat d'Europa d'atletisme de 1954
El Campionat d'Europa d'atletisme de 1954 fou la cinquena edició del Campionat d'Europa d'atletisme organitzat sota la supervisió de l'Associació Europea d'Atletisme. La competició es dugué a terme entre els dies 25 i 29 d'agost de 1954 a l'Estadi Neuful de Berna (Suïssa).

## Participants
Hi participaren un total de 689 atletes de 28 països.
- Alemanya Occidental (62)
- Àustria (25)
- Bèlgica (29)
- Bulgària (9)
- Dinamarca (7)
- Espanya (4)
- Finlàndia (31)
- França (49)
- Grècia (7)
- Hongria (41)
- Islàndia (7)
- Irlanda (3)
- Itàlia (24)
- Iugoslàvia (24)
- Liechtenstein (4)
- Luxemburg (2)
- Noruega (13)
- Països Baixos (12)
- Polònia (35)
- Portugal (9)
- Regne Unit (46)
- Romania (24)
- Saar (9)
- Suècia (37)
- Suïssa (50)
- Turquia (16)
- Txecoslovàquia (42)
- Unió Soviètica (68)

## Medallistes

### Categoria masculina
| Event                  | Or                                                                                      | Or           | Plata                                                                   | Plata     | Bronze                                                                        | Bronze    |
| 100 metres             | Heinz Fütterer (RFA)                                                                    | 10.5 CR=     | René Bonino (FRA)                                                       | 10.6      | George Ellis (GBR)                                                            | 10.7      |
| 200 metres             | Heinz Fütterer (RFA)                                                                    | 20.9 CR      | Ardalion Ignatyev (URS)                                                 | 21.1      | George Ellis (GBR)                                                            | 21.2      |
| 400 metres             | Ardalion Ignatyev (URS)                                                                 | 46.6 CR      | Voitto Hellsten (FIN)                                                   | 47.0      | Zoltán Adamik (HUN)                                                           | 47.6      |
| 800 metres             | Lajos Szentgáli (HUN)                                                                   | 1:47.1 CR    | Lucien De Muynck (BEL)                                                  | 1:47.3    | Audun Boysen (NOR)                                                            | 1:47.4    |
| 1500 metres            | Roger Bannister (GBR)                                                                   | 3:43.8 CR    | Gunnar Nielsen (DEN)                                                    | 3:44.4    | Stanislav Jungwirth (CSK)                                                     | 3:45.4    |
| 5000 metres            | Vladimir Kuts (URS)                                                                     | 13:56.6 CR   | Chris Chataway (GBR)                                                    | 14:08.8   | Emil Zátopek (CSK)                                                            | 14:10.2   |
| 10.000 metres          | Emil Zátopek (CSK)                                                                      | 28:58.0 CR   | József Kovács (HUN)                                                     | 29:25.8   | Frank Sando (GBR)                                                             | 29:27.6   |
| 110 m tanques          | Yevgeniy Bulanchik (URS)                                                                | 14.4         | Jack Parker (GBR)                                                       | 14.6      | Berthold Steines (RFA)                                                        | 14.7      |
| 400 m tanques          | Anatoliy Yulin (URS)                                                                    | 50.5 CR      | Yuriy Lituyev (URS)                                                     | 50.8      | Ossi Mildh (FIN)                                                              | 51.5      |
| 3000 m obstacles       | Sándor Rozsnyói (HUN)                                                                   | 8:49.6 CR    | Olavi Rinteenpää (FIN)                                                  | 8:52.4    | Ernst Larsen (NOR)                                                            | 8:53.2    |
| relleus 4×100 m        | HongriaLászló Zarándi · Géza Varasdi · György Csányi · Béla Goldoványi                  | 40.6 CR      | Regne UnitKenneth Box · George Ellis · Kenneth Jones · Brian Shenton    | 40.8      | Unió SovièticaBoris Tokarev · Víktor Riàbov · Levan Sanadze · Leonid Bartenev | 40.9      |
| relleus 4×400 m        | FrançaPierre Haarhoff · Jacques Degats · Jean-Paul Martin du Gard · Jean-Pierre Goudeau | 3:08.7 CR    | RFAHans Geister · Helmut Drehen · Heinz Ulzheimer · Karl-Friedrich Haas | 3:08.8    | FinlàndiaRaimo Graeffe · Ossi Mildh · Rolf Back · Voitto Hellsten             | 3:11.5    |
| 10 km marxa            | Josef Doležal (CSK)                                                                     | 45:01.8 CR   | Anatoliy Yegorov (URS)                                                  | 45:53.0   | Sergey Lobastov (URS)                                                         | 46:21.8   |
| 50 km marxa            | Vladimir Ukhov (URS)                                                                    | 4:22:11.2 CR | Josef Doležal (CSK)                                                     | 4:25:07.4 | Antal Róka (HUN)                                                              | 4:31:32.2 |
| Marató                 | Veikko Karvonen (FIN)                                                                   | 2:24:51.6 CR | Boris Grishayev (URS)                                                   | 2:24:55.8 | Ivan Filin (URS)                                                              | 2:25:26.6 |
| Salt d'alçada          | Bengt Nilsson (SWE)                                                                     | 2.02 m CR    | Jiří Lanský (CSK)                                                       | 1.98 m    | Jaroslav Kovář (CSK)                                                          | 1.96 m    |
| Salt amb perxa         | Eeles Landström (FIN)                                                                   | 4.40 m CR    | Ragnar Lundberg (SWE)                                                   | 4.40 m CR | Jeff Elliott (GBR) Jukka Piironen (FIN)                                       | 4.30 m    |
| Salt de llargada       | Ödön Földessy (HUN)                                                                     | 7.51 m       | Zbigniew Iwański (POL)                                                  | 7.46 m    | Ernest Wanko (FRA)                                                            | 7.41 m    |
| Triple salt            | Leonid Shcherbakov (URS)                                                                | 15.90 m CR   | Roger Norman (SWE)                                                      | 15.17 m   | Martin Řehák (CSK)                                                            | 15.10 m   |
| Llançament de pes      | Jiří Skobla (CSK)                                                                       | 17.20 m CR   | Oto Grigalka (URS)                                                      | 16.69 m   | Heino Heinaste (URS)                                                          | 16.27 m   |
| Llançament de disc     | Adolfo Consolini (ITA)                                                                  | 53.44 m      | Giuseppe Tosi (ITA)                                                     | 53.34 m   | József Szécsényi (HUN)                                                        | 51.58 m   |
| Llançament de javelina | Janusz Sidło (POL)                                                                      | 76.35 m      | Vladimir Kuznetsov (URS)                                                | 74.61 m   | Soini Nikkinen (FIN)                                                          | 73.38 m   |
| Llançament de martell  | Mikhail Krivonosov (URS)                                                                | 63.34 m CR   | Sverre Strandli (NOR)                                                   | 61.07 m   | József Csermák (HUN)                                                          | 59.72 m   |
| Decatló                | Vasili Kuznetsov (URS)                                                                  | 6752 pts     | Torbjörn Lassenius (FIN)                                                | 6424 pts  | Heinz Oberbeck (RFA)                                                          | 6263 pts  |

### Categoria femenina
| Event                  | Or                                                                         | Or          | Plata                                                               | Plata    | Bronze                                                                 | Bronze   |
| 100 m                  | Irina Túrova (URS)                                                         | 11.8        | Bertha van Duyne (NED)                                              | 11.9     | Anne Pashley (GBR)                                                     | 11.9     |
| 200 metres             | Maria Ítkina (URS)                                                         | 24.3        | Irina Túrova (URS)                                                  | 24.4     | Shirley Hampton (GBR)                                                  | 24.4     |
| 800 metres             | Nina Otkalenko (URS)                                                       | 2:08.8 CR   | Diane Leather (GBR)                                                 | 2:09.8   | Lyudmila Lysenko (URS)                                                 | 2:11.2   |
| 80 m tanques           | Maria Golubnichaya (URS)                                                   | 11.0 CR     | Anneliese Seonbuchner (RFA)                                         | 11.2     | Pamela Seaborne (GBR)                                                  | 11.3     |
| relleus 4×100 m        | Unió SovièticaVera Krepkina · Rimma Ulitkina · Maria Ítkina · Irina Túrova | 45.8 CR     | RFAIrmgard Egert · Charlotte Bohmer · Irene Brutting · Maria Sander | 46.3     | ItàliaMaria Musso · Giuseppina Leone · Letizia Bertoni · Milena Greppi | 46.6     |
| Salt d'alçada          | Thelma Hopkins (GBR)                                                       | 1.67 m CR   | Iolanda Balaş (ROU)                                                 | 1.65 m   | Olga Modrachová (CSK)                                                  | 1.63 m   |
| Salt de llargada       | Jean Desforges (GBR)                                                       | 6.04 m CR   | Aleksandra Chudina (URS)                                            | 5.93 m   | Elżbieta Duńska (POL)                                                  | 5.83 m   |
| Llançament de pes      | Galina Zybina (URS)                                                        | 15.65 m CR  | Maria Kuznetsova (URS)                                              | 14.99 m  | Tamara Tyshkevich (URS)                                                | 14.78 m  |
| Llançament de disc     | Nina Ponomaryeva (URS)                                                     | 48.02 m     | Irina Beglyakova (URS)                                              | 45.79 m  | Galina Zybina (URS)                                                    | 44.77 m  |
| Llançament de javelina | Dana Zátopková (CSK)                                                       | 52.91 m CR  | Virve Roolaid (URS)                                                 | 49.94 m  | Nadezhda Konyayeva (URS)                                               | 49.49 m  |
| Pentatló               | Aleksandra Chudina (URS)                                                   | 4526 pts CR | Maria Sander (RFA)                                                  | 4485 pts | Maria Sturm (RFA)                                                      | 4357 pts |

## Medaller
| Posició | País           | Or | Plata | Bronze | Total |
| 1       | Unió Soviètica | 16 | 11    | 8      | 35    |
| 2       | Txecoslovàquia | 4  | 2     | 5      | 11    |
| 3       | Hongria        | 4  | 1     | 4      | 9     |
| 4       | Regne Unit     | 3  | 4     | 7      | 14    |
| 5       | RFA            | 2  | 4     | 3      | 9     |
| 6       | Finlàndia      | 2  | 3     | 3      | 8     |
| 7       | Suècia         | 1  | 2     | 0      | 3     |
| 8       | França         | 1  | 1     | 1      | 3     |
| 8       | Polònia        | 1  | 1     | 1      | 3     |
| 8       | Itàlia         | 1  | 1     | 1      | 3     |
| 11      | Noruega        | 0  | 1     | 2      | 3     |
| 12      | Països Baixos  | 0  | 1     | 0      | 1     |
| 12      | Romania        | 0  | 1     | 0      | 1     |
| 12      | Dinamarca      | 0  | 1     | 0      | 1     |
| 12      | Bèlgica        | 0  | 1     | 0      | 1     |